# Bowerston
Bowerston är en by (village) i Harrison County i Ohio. Vid 2010 års folkräkning hade Bowerston 398 invånare.